# イム・チャンジョン
イム・チャンジョン（임창정、1973年11月30日 ‐ ）は大韓民国 の歌手、俳優。芸能プロダクション・YES IMエンターテインメントの設立者で代表を務めている。
1990年代から韓国の音楽チャートで1位を記録している韓国では大衆で人気のある歌手で知られている。

## 来歴
1990年、映画「南部軍」で俳優デビュー。
1995年、歌手デビュー。
1997年、「ビート」の演技により大鐘賞男優助演賞。
1998年、百想芸術大賞新人男優演技賞。
2003年、百想芸術大賞男女人気賞。歌手活動停止。
2008年、「スカウト」の演技により百想芸術大賞最優秀男優演技賞。
2009年、歌手活動再開。
2017年1月、18歳年下の一般女性と再婚。
2018年、芸能プロダクション「YES IMエンターテインメント」を設立し、代表として就任。